# Bryan Fuller

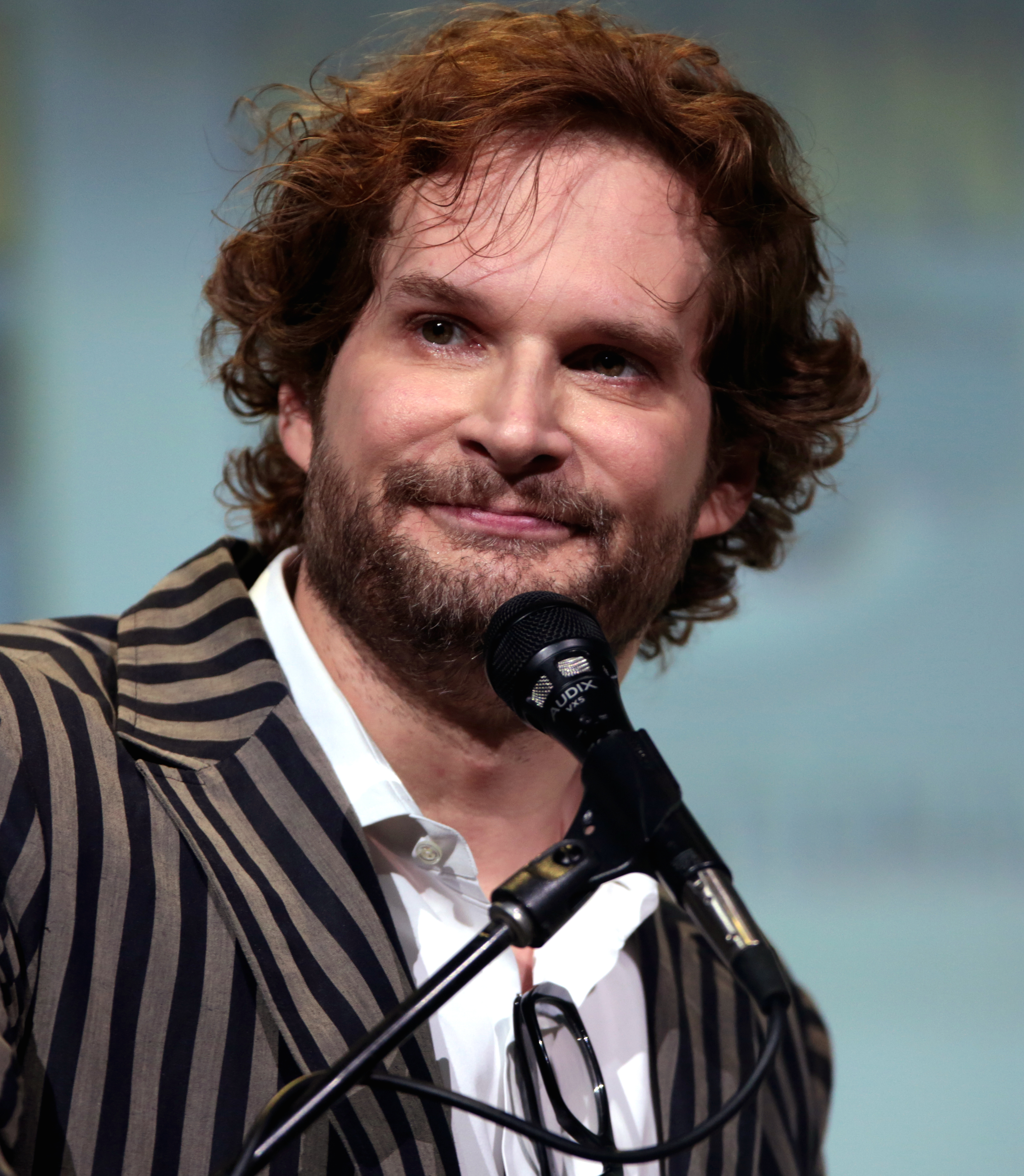
Bryan Fuller in 2016

Bryan Fuller (geboren op 27 juli 1969) is een schrijver en producent van televisieprogramma's uit de Verenigde Staten.

## Levensloop
Fuller behaalde in 1987 zijn middelbareschooldiploma in Clarkston, Washington, en studeerde vervolgens aan het Lewis-Clark State College in Lewiston Idaho, maar switchte naar de USC Film School in Los Angeles.
Fuller maakte snel carrière in de tv-wereld in de Verenigde staten en zat vanaf 1993, toen hij zijn eerste ideeën bij de Paramount Studios aanleverde niet zonder werk.
Als medeauteur leverde hij bijdragen aan afleveringen van de series Star Trek, Deep Space Nine en Voyager (22 afleveringen in totaal). Hij was coproducent en medeauteur van de Amerikaanse tv-hitserie Heroes.
Daarna bedacht hij televisieseries als Dead Like Me en Pushing Daisies. Tot nu toe was deze laatste televisieserie het succesvolst: op 17 juli 2008 werd de serie voor twaalf Emmy Awards genomineerd, waarvan het er uiteindelijk drie won. Beide series hadden 'de dood' als thema.
Kenmerkend voor het werk van Fuller is vooral de combinatie van komedie en diep menselijk drama. Hij lijkt de kijkers aan het lachen te willen maken, even later laten huilen en daarna laten nadenken over een filosofisch dilemma, allemaal binnen het tijdsbestek van een aflevering van een televisieserie. De televisieserie als kunstvorm lijkt zijn streven. Toen het netwerk ABC Pushing Daisies ondanks het succes uit de lucht haalde, tekende Fuller een tweejarig contract bij het concurrerende netwerk NBC om zich weer bij de schrijvers van de serie Heroes te voegen.
- Biblioteca Nacional de España: XX4964396
- Bibliothèque nationale de France: cb15546032m (data)
- Gemeinsame Normdatei: 136027369
- International Standard Name Identifier: 0000 0001 1576 3025
- Library of Congress Control Number: no2009071759
- Bibliotheek van het Japanse parlement: 01144539
- Nationale Bibliotheek van Tsjechië: xx0168706
- Nederlandse Thesaurus van Auteursnamen: 371172136
- Système universitaire de documentation: 175321310
- Virtual International Authority File: 80441234
- WorldCat: E39PBJgCPjHDchwt46BDxJkJjC